# Tapinothelops vittipes
Tapinothelops vittipes är en spindelart som först beskrevs av Lodovico di Caporiacco 1941.  Tapinothelops vittipes ingår i släktet Tapinothelops och familjen vårdnätsspindlar.
Artens utbredningsområde är Etiopien. Inga underarter finns listade i Catalogue of Life.